# Lekkoatletyka na Letnich Igrzyskach Paraolimpijskich 2004 – bieg na 200 metrów kl. T52 mężczyzn
W biegu na 200 metrów kl. T52 (zawodnicy na wózkach inwalidzkich) mężczyzn podczas Letnich Igrzysk Paraolimpijskich 2004 rywalizowało ze sobą 11 zawodników.

## Wyniki

### Eliminacje
Bieg 1
| Poz. | Zawodnik           | Narodowość        | Rezultat | Uwagi |
| ---- | ------------------ | ----------------- | -------- | ----- |
| 1    | Andre Beaudoin     | Kanada            | 32.31    | Q     |
| 2    | Salvador Hernandez | Meksyk            | 32.31    | Q     |
| 3    | Peth Rungsri       | Tajlandia         | 33.73    | Q     |
| 4    | Ian Rice           | Stany Zjednoczone | 34.25    | q     |
| 5    | Lachlan Jones      | Australia         | 34.30    | q     |

Bieg 2
| Poz. | Zawodnik           | Narodowość        | Rezultat | Uwagi |
| ---- | ------------------ | ----------------- | -------- | ----- |
| 1    | Beat Bosch         | Szwajcaria        | 32.32    | Q     |
| 2    | Dean Bergeron      | Kanada            | 33.23    | Q     |
| 3    | Yasunari Yaezawa   | Japonia           | 35.21    | Q     |
| 4    | Paul Nitz          | Stany Zjednoczone | 35.97    |       |
| 5    | Abdellah Ez Zine   | Maroko            | 36.14    |       |
|      | Santiago Velazquez | Meksyk            | DNS      |       |

### Finał
| Poz. | Zawodnik           | Narodowość        | Rezultat | Uwagi |
| ---- | ------------------ | ----------------- | -------- | ----- |
| 1    | Andre Beaudoin     | Kanada            | 31.22    | PR    |
| 2    | Salvador Hernandez | Meksyk            | 31.46    |       |
| 3    | Beat Bosch         | Szwajcaria        | 32.35    |       |
| 4    | Dean Bergeron      | Kanada            | 32.45    |       |
| 5    | Peth Rungsri       | Tajlandia         | 32.50    |       |
| 6    | Ian Rice           | Stany Zjednoczone | 33.83    |       |
| 7    | Lachlan Jones      | Australia         | 33.89    |       |
|      | Yasunari Yaezawa   | Japonia           | 34.98    |       |